# Anser erythropus

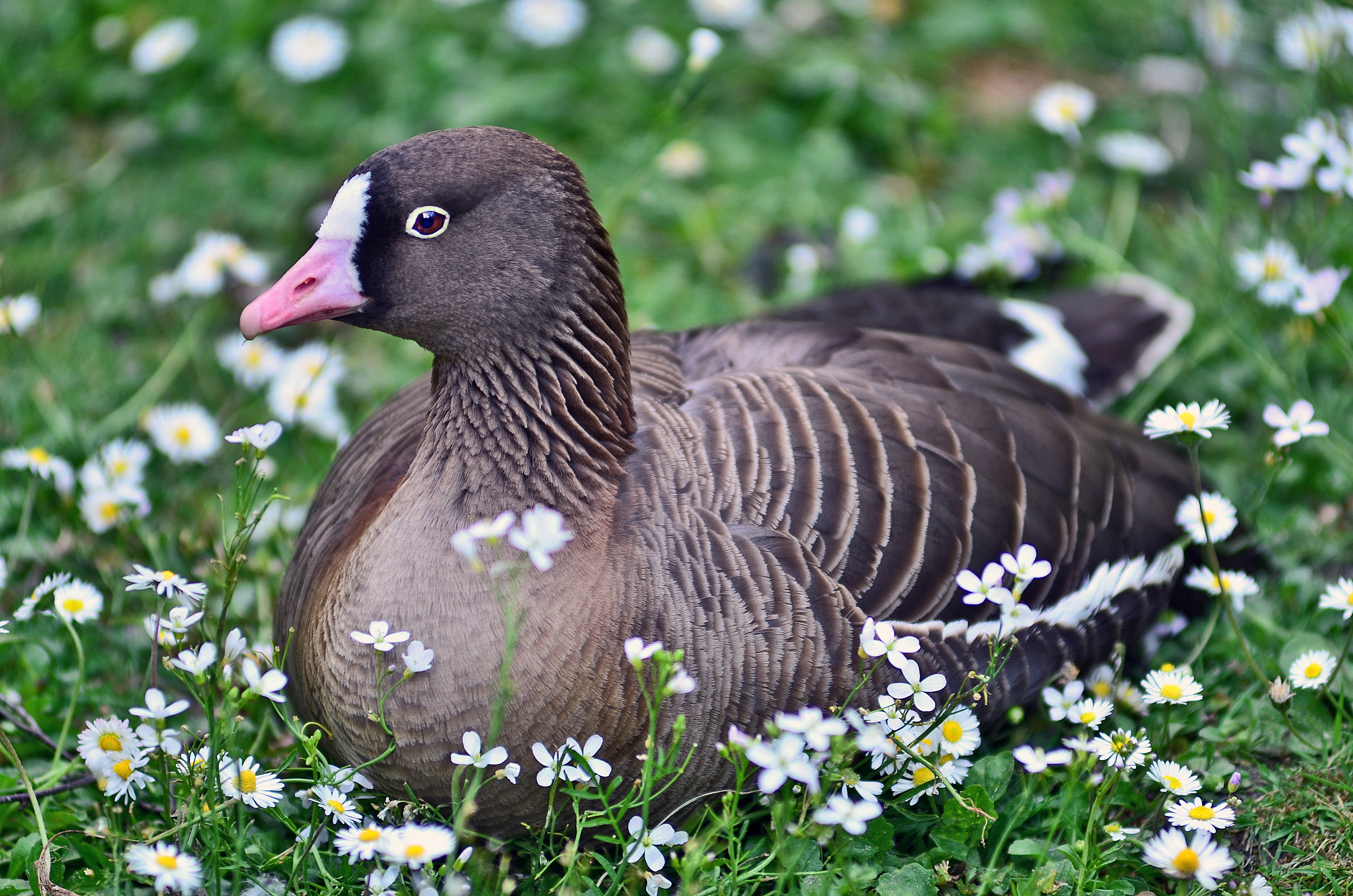
Un'oca lombardella minore nel Parco degli Uccelli di Walsrode (Weltvogelpark Walsrode, Germania)

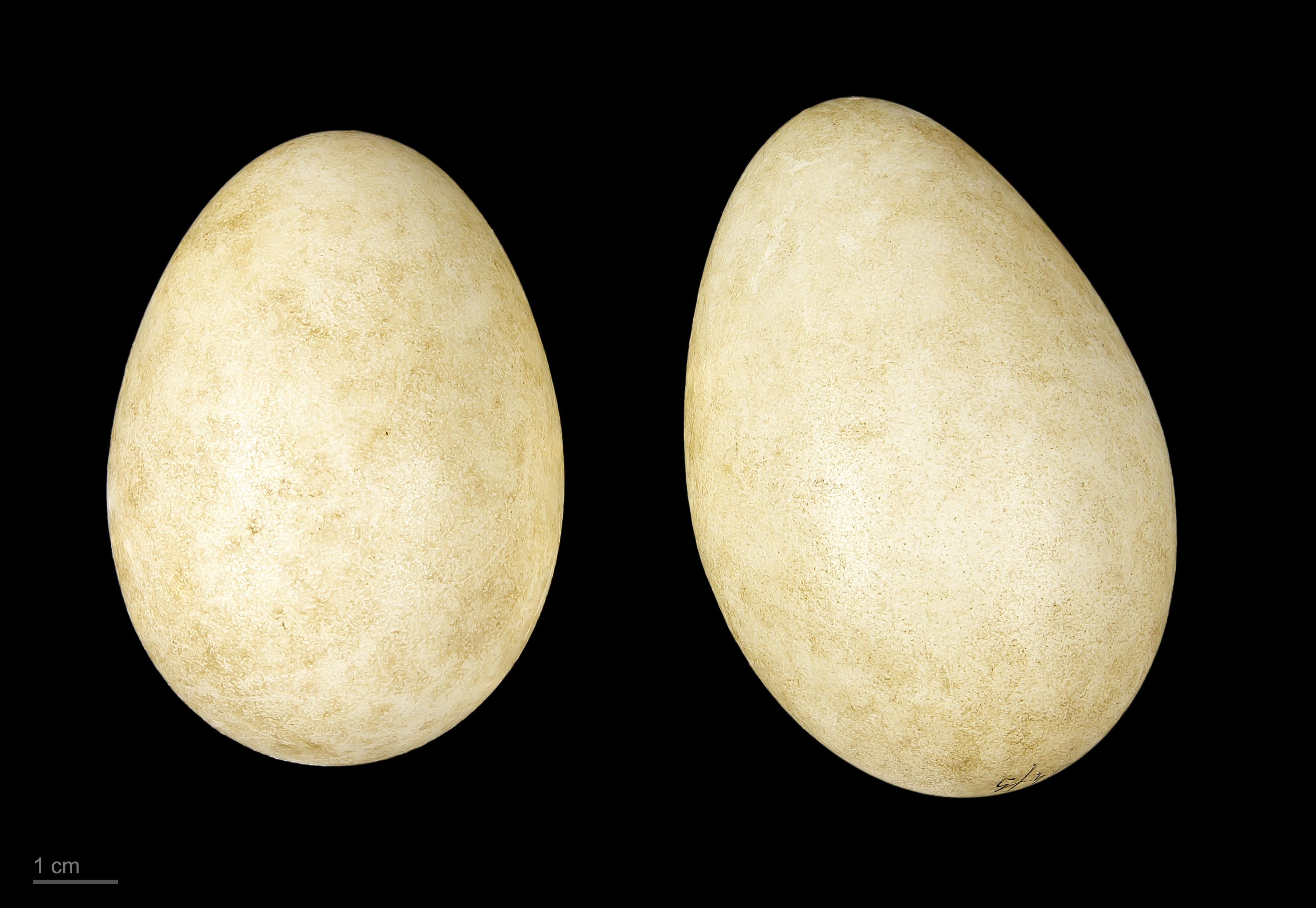
Anser erythropus

L'oca lombardella minore  (Anser erythropus) è un uccello,  appartenente alla famiglia degli anatidi.

## Descrizione
Anser erythropus ha una lunghezza di 53–66 cm e una apertura alare di 120–135 cm.

## Distribuzione e habitat
L'oca lombardella minore è tipica di tutte le regioni centro orientali dell'Europa (Fennoscandia e Russia) e dell'Asia centrale.

## Status e conservazione
L'oca lombardella minore è stata classificata vulnerabile da parte della IUCN a partire dal 1994 ed è stato riconfermato nel 2000 e nel 2004, poiché è stata rilevata una diminuzione della popolazione nidificante in Russia e se il trend continua potrebbe estinguersi nel giro di 10 anni.
Inoltre è una specie a cui si applica il Trattato per la conservazione dei uccelli acquatici afro-europei (AEWA).

## Tassonomia
È stato descritto un ibrido con l'oca selvatica (Anser erythropus × Anser anser).